# جليسة الأطفال (فلم)
جليسة الأطفال (بالإنجليزية: The Babysitter) هو فيلم كوميدي رعب تم إنتاجه في الولايات المتحدة وصدر في سنة 2017. الفيلم من إخراج ماك جي من بطولة هانا ما لي وبيلا ثورن والطفل جودا لويس.

## القصة
يبدأ الفيلم بقصة طفل مراهق (كولي) 12 سنة لديه جليسة أطفال وذلك لانشغال والديه بالعمل والترف. تبدأ المربية المثيرة جنسياً بالدفاع عن كولي ضد زملائه المتنمرين، كما بدأت علاقة صداقة معه وتستغل أوقات خروج والديه للعب معه والرقص وشرب الخمر . في ليلة من اليالي التي كانت المربية وكولي وحدهما بالمنزل، استدعت كولي أصدقائها بالإضافة لأحد الأشخاص الجدد الذي تعرفت عليه مؤخراً.
بإصرار من زميلة كولي عبر الهاتف المحمول أصرت عليه سرقة النظر ومشاهدة ما يفعله رفاق المربية حيث كانا يعتقدان أنهم يمارسون الجنس. لكن تفاجئ كولي بأن المجموعة قامت بقتل الزميل الجديد بواسطة السكاكين بالرأس، لتنفيذ طقوس دينية للشيطان. ليبدأ كولي رحلة التخلص من جموعة الأشرار للنجاة بنفسه منهم.

## روابط خارجية
- مقالات تستعمل روابط فنية بلا صلة مع ويكي بيانات